# Testimone d'accusa (film 1957)
Testimone d'accusa (Witness for the Prosecution) è un film del 1957 diretto da Billy Wilder.
È tratto dall'omonima commedia di enorme successo di Agatha Christie, a sua volta rielaborata dal suo racconto del 1925. La commedia fu riadattata più volte per il cinema e, secondo la stessa Christie, la versione diretta da Billy Wilder è il miglior film tratto da una sua opera.

## Trama
Sir Wilfrid Robarts, un esperto avvocato penalista di successo, torna al lavoro dopo settimane di degenza forzata in ospedale, in seguito a un infarto. Più deciso che mai a riprendere in mano casi e reputazione il più in fretta possibile, ignorando le disposizioni del proprio medico e dell'infermiera Miss Plimsoll, Robarts accetta di ricevere in studio il collega e procuratore Mason che intende affidargli la difesa dello squattrinato e ingenuo Leonard Vole, accusato dell'omicidio di Emily French, una ricca vedova.
La colpevolezza di Vole sembra lampante ma Sir Wilfrid è attratto dalla sfida professionale e, dopo qualche titubanza e malgrado l'ostinata opposizione della sua infermiera, Miss Plimsoll, accetta di assumere la difesa di Vole, coadiuvato dal collega Brogan-Moore. La posizione di Vole si aggrava quando si scopre che la French gli ha lasciato in eredità la somma di 80 000 sterline, ed egli viene tratto in arresto. A fornirgli un alibi è sua moglie Cristina Helm, che si presenta nello studio di Sir Wilfrid affermando di aver visto tornare a casa il marito all'ora esatta in cui veniva commesso il delitto.
Durante un successivo colloquio con Sir Wilfrid, Cristina sorprende l'avvocato rivelandogli di non essere la legittima moglie di Vole ma di essersi fatta sposare pur avendo già un marito, allo scopo di lasciare la Germania distrutta dalla seconda guerra mondiale e di rifarsi una vita in Inghilterra. Il processo inizia e vengono ascoltati in aula i testimoni, fra i quali Janet MacKenzie, la governante della vittima, che si dimostra particolarmente ostile nei confronti dell'imputato. 
A sorpresa, l'accusa chiama a deporre proprio la moglie di Vole, Cristina, la quale cambia inaspettatamente versione, negando di essere legalmente sposata con l'uomo e affermando che Vole, la sera del delitto, in realtà è rientrato a casa circa 45 minuti dopo rispetto a quanto riferito in precedenza e con gli abiti macchiati di sangue.
L'inattesa testimonianza a suo sfavore fa precipitare Vole nella disperazione, mentre Sir Wilfrid vede vacillare tutta la sua linea difensiva, poiché la fredda e precisa deposizione di Cristina è risultata estremamente convincente. Sir Wilfrid viene poi contattato da una misteriosa donna dall'accento cockney, che dichiara di essere in possesso di una serie di lettere d'amore scritte dalla Helm al suo amante. Intravedendo la possibilità di screditare la testimonianza della moglie di Vole, Sir Wilfrid ottiene le lettere, compresa una in cui Cristina Helm scrive espressamente al suo amante di voler incastrare il marito con una falsa testimonianza allo scopo di liberarsi di lui. Wilfrid presenta il carteggio in tribunale, riuscendo a capovolgere la situazione e a provocare l'indignazione del pubblico nei confronti della donna, che sul banco dei testimoni perde il controllo e confessa i suoi spregevoli intenti. Impressionata dal crollo emotivo di Cristina, la giuria dichiara Vole innocente. 
Mentre riceve i complimenti dai legali avversari, Sir Wilfrid non è, però, del tutto soddisfatto, poiché è convinto che alcuni aspetti della vicenda non siano stati chiariti.
 
Rimasto a riflettere nell'aula ormai vuota, viene raggiunto da Cristina Helm, la quale gli rivela che tutto è stato una farsa: la misteriosa donna dall'accento cockney non era altri che lei travestita, con in mano delle lettere false; pensando che una sua testimonianza a favore non avrebbe mai convinto la giuria, Cristina aveva preferito testimoniargli contro, proprio allo scopo di essere poi sbugiardata in pubblico dall'avvocato e quindi indirettamente di salvare Vole, anche a costo di dover scontare una pena per falsa testimonianza.
 
Sir Wilfrid suppone, quindi, che Cristina sapesse che Vole era innocente, ma lei gli spiega che invece lui è davvero colpevole di omicidio, dunque aveva architettato questo piano per sottrarlo alla giustizia.
Cristina, però, ignora che il marito ha da tempo trovato un'altra donna, Diana. Vole e Diana rientrano in aula in quel momento, insieme all'infermiera Miss Plimsoll. Vole è pronto a rifarsi una vita con Diana e respinge con indifferenza l'abbraccio della moglie, pensando che lei si fosse semplicemente sdebitata dopo che lui l'aveva salvata in Germania. 

Sentendosi abbandonata e umiliata, Cristina afferra un coltello, reperto lasciato su un tavolo durante l'udienza, e gli trafigge il ventre, vendicandosi del tradimento, sotto lo sguardo sgomento dell'amante e di Sir Wilfrid. 

Miss Plimsoll commenta stupefatta l'accaduto dicendo: "l'ha ammazzato"; l'avvocato la corregge, precisando che Cristina "lo ha giustiziato". 

Quando la donna viene portata via dagli agenti, Sir Wilfrid - sotto lo sguardo finalmente benevolo e comprensivo di Miss Plimsoll - annuncia di volersi subito mettere al lavoro per assumere la difesa di Cristina.

## Cast
Per il ruolo di Leonard Vole, il regista Billy Wilder propose anzitutto William Holden; prima di scritturare Tyrone Power, furono considerati anche Kirk Douglas, Roger Moore, Jack Lemmon, Glenn Ford e Gene Kelly. Tyrone Power accettò il ruolo solo quando gli fu offerto un doppio contratto, per girare Testimone d'accusa e Salomone e la regina di Saba, con un compenso di 300000 $ a film: l'attore però morì durante le riprese del secondo film, in cui fu sostituito da Yul Brynner. Per il ruolo di Cristina Helm furono prese in considerazione anche Vivien Leigh, Rita Hayworth e Ava Gardner. Marlene Dietrich accettò il ruolo con la certezza di avere l'amico Billy Wilder come regista. Pur di mostrare interamente le bellissime gambe di Marlene Dietrich, fu scritta e girata un'intera scena che costò 90.000 dollari. L'attrice era così sicura che avrebbe ottenuto una candidatura al premio Oscar per il film, che in occasione di uno show a Las Vegas chiese di essere presentata al pubblico citando l'avvenimento: lo show fu infatti un fiasco dopo che si seppe che non era stata candidata.
Una O'Connor è l'unica attrice che ha interpretato lo stesso ruolo sia nelle 645 rappresentazioni teatrali dell'opera, sia nel film. Anche per lei, come per Tyrone Power, si è trattato dell'ultimo lavoro cinematografico.

## Riconoscimenti
- 1958 - Premio Oscar
  - Candidatura al Miglior film a Arthur Hornblow Jr.
  - Candidatura alla Migliore regia a Billy Wilder
  - Candidatura al Miglior attore protagonista a Charles Laughton
  - Candidatura alla Miglior attrice non protagonista a Elsa Lanchester
  - Candidatura al Miglior montaggio a Daniel Mandell
  - Candidatura al Miglior sonoro a Gordon Sawyer
- 1958 - Golden Globe
  - Miglior attrice non protagonista a Elsa Lanchester
  - Candidatura al Miglior film drammatico
  - Candidatura alla Migliore regia a Billy Wilder
  - Candidatura al Miglior attore in un film drammatico a Charles Laughton
  - Candidatura alla Miglior attrice in un film drammatico a Marlene Dietrich

- 1959 - Premio BAFTA
  - Candidatura al Miglior attore straniero a Charles Laughton
- 1958 - David di Donatello
  - Miglior attore straniero a Charles Laughton